# Springmus
Springmus (Dipodidae) er en familie af gnavere med omkring 50 arter fordelt på 16 slægter. De fleste arter har forlængede bagben, lang hale og bevæger sig hoppende. Springmusene er udbredt fra Centraleuropa og Nordafrika over de tempererede og tørre dele af Asien til Kina. Enkelte arter findes desuden i Nordamerika.

## Udseende
Længden af krop og hoved ligger mellem 4 og 26 centimeter. Dertil kommer halen, der altid er længere end krop og hoved. Grundet dyrenes nataktivitet er øjne og ører store.

## Levevis
De gemmer sig om dagen i tæt vegetation eller underjordiske gange. Om natten går de op for at finde føde, der består af bær, frø og insekter. Nogle arter af springmus kan springe op til 3 meter. De fleste arter går i dvale i en del af året, hvor de lever af deres fedtreserver.

## Dansk art
En enkelt repræsentant for familien findes i Danmark:
- Birkemus (Sicista betulina)